# Biblioteca Central de la Universidad Simón Bolívar
Biblioteca central de la Universidad Simón Bolívar (o Biblioteca Central de la USB) es el nombre que recibe la biblioteca principal de la Universidad Simón Bolívar localizada al este de la ciudad capital y del Distrito Metropolitano de Caracas, en el Municipio Baruta. 
Fue establecida en 1967, y abrió al público su primera sala en el año 1970. Tiene como función prestar servicio a la comunidad universitaria y al público en general. Se organiza administrativamente en hasta 7 servicios, dependiendo del Vicerrectorado Académico.
Tiene cuatro pisos que están ordenados de la siguiente forma:
- PB:  dirección principal, sala de recursos especiales.
- P1: Sala de estudio
- p2: Sala de estudio. Área de descanso
- p3: Sala de recursos electrónicos, Cubículos de profesorales

Adicionalmente la biblioteca posee un espacio destinado para la exposición de arte y actividades de índole científica.  En esta área  funcionó durante más de un bienio  un servicio comunitario orientado a la física. 
En cuanto a su colección  el libro más antiguo que posee es una publicación del siglo XVII  escrita por monjes Franciscanos en legua francesa. 
En junio de 2020  mediante una alianza con la biblioteca Marcel Roche del IVIC  se informó que se ponía a disposición  de la comunidad universitaria un total de 90 mil libros electrónicos
El actual director es el profesor Alejandro Teruel
A principios de octubre de 2021 se conoció la renuncia del profesor Teruel a la dirección de la biblioteca, queda pendiente el nombramiento de sus sucesor.